# الیاف عصبی آوران
الیاف عصبی آوَران در دستگاه عصبی بدن به آن دسته از یاخته‌ها که پیامهای عصبی حاوی اطلاعات را به سوی مغز هدایت می‌کنند سلولهای آوران می‌گویند. برعکس به یاخته‌هایی که پیامها را از مغز به بقیه نقاط میرسانند سلولهای وابَران گفته می‌شود.
برای نمونه هنگامی که یک محرک دردناک به بدن شما می‌خورد تنها پس از اینکه یاخته‌های آوران اطلاعات مربوط به آن درد را به مغز شما حمل کنند شما حس درد را در مغز خود متوجه می‌شوید.